# Samuel Frederick Hildebrand
Samuel Frederick Hildebrand (* 15. August 1883 in Zoar, Pike County, Indiana; † 16. März 1949 in Washington, D.C.) war ein US-amerikanischer Ichthyologe.

## Leben und Werk
Hildebrand war der Sohn deutschstämmiger Eltern, die 1864 in die Vereinigten Staaten einwanderten. Von 1908 bis 1910 arbeitete er als Assistent von Seth Eugene Meek am Field Museum of Natural History in Chicago. 1910 erlangte er seinen Bachelor of Arts an der Indiana State Normal School. 1910 wurde er wissenschaftlicher Mitarbeiter am U.S. Bureau of Fisheries, Washington, D.C., wo er bis 1914 verblieb. Von 1910 bis 1912 unternahm er mit Meek zwei Sammelexpeditionen nach Panama, worüber er 1916 das Werk The Fishes of the Fresh Waters of Panama und 1923 das Werk The Marine Fishes of Panama veröffentlichte.
Von 1914 bis 1918 war er Leiter der U.S. Fisheries Biological Station in Beaufort, North Carolina. 1918 studierte er die Stechmückenregulierung durch Kleinfische in Augusta, Georgia. Von 1918 bis 1919 war er Direktor der U.S. Fisheries Biological Station in Key West, Florida. Von 1919 bis 1925 arbeitete er als Ichthyologe am Bureau of Fisheries, Washington, D.C. Von 1920 bis 1924 war er Berater und Untersuchungsbeamter beim United States Public Health Service. 1924 ging er mit dem Fischzüchter Fred J. Foster auf eine Sammelexpedition nach Mittelamerika. Von 1925 bis 1931 war er erneut Direktor der U.S. Fisheries Biological Station in Beaufort, North Carolina. Von 1931 bis 1949 arbeitete er als leitender Ichthyologe am Bureau of Fisheries, Washington, D.C. 1935 und 1937 unternahm er zwei weitere Sammelexpeditionen nach Panama. 1949 wurde er vom Innenministerium der Vereinigten Staaten posthum mit dem Award for Distinguished Service geehrt.
Hildebrands Forschungsschwerpunkte waren die Lebensweise von Schildkröten, die Moskitoregulierung und die Lebensweise von Fischlarven, die frühe Entwicklung von nordamerikanischen Fischen, Studien über die mittelamerikanische Ichthyofauna, Meeresfische im östlichen Nordamerika, in Panama und in Peru sowie Revisionen innerhalb der Familie der Heringe. Weiterhin war Hildebrand am Standardwerk Fishes of the Western North Atlantic beteiligt.

## Werke (Auswahl)
- The Fishes of the Fresh Waters of Panama, 1916 (mit Seth Eugene Meek).
- The Marine Fishes of Panama, 1923 (mit Seth Eugene Meek).
- Fishes of Chesapeake Bay, 1928 (mit William Charles Schroeder).
- Cold-blooded Vertebrates: Part I. Fishes., 1930 (mit Charles Whitney Gilmore & Doris Mable Cochran).
- A Descriptive Catalog of the Shore Fishes of Peru, 1946.